# Предраг Бубало
Предраг Бубало (Владичин Хан, 14. октобар 1954) српски је политичар који је био на разним министарским функцијама у Влади Србије. Био је министар спољних економских односа 2004. године, министар економије од 2004. до 2007. и министар трговине од 2007. до 2008. године. Члан је Демократске странке Србије.

## Ране године и образовање
Рођен је 14. октобра 1954. године у Владичином Хану, СР Србија, СФР Југославија. Дипломирао је на Правном факултету Универзитета у Новом Саду и касније докторирао на истом универзизету.
Од 2002. до 2004. Бубало је био генерални директор кикиндске ливнице Кикинда.

## Суђење за корупцију
Дана 3. септембра 2010. године, Савет за борбу против корупције Србије објавио је списак лица која се суочавају са кривичним пријавама у вези са приватизацијом предузећа Лука Београд. Кривична пријава поднета је три месеца раније против 17 особа због злоупотребе службеног положаја током приватизације 2005. године. Међу њима су Бубало, званичници Агенције за приватизацију Србије и бизнисмен Милан Беко .
Суђење је почело у јулу 2014. Изјавио је да није крив по свим оптужбама, негирајући наводе о злоупотреби власти  26. децембра 2017. Бубало и други оптужени службеници ослобођени су свих оптужби.